# 锡诺普省

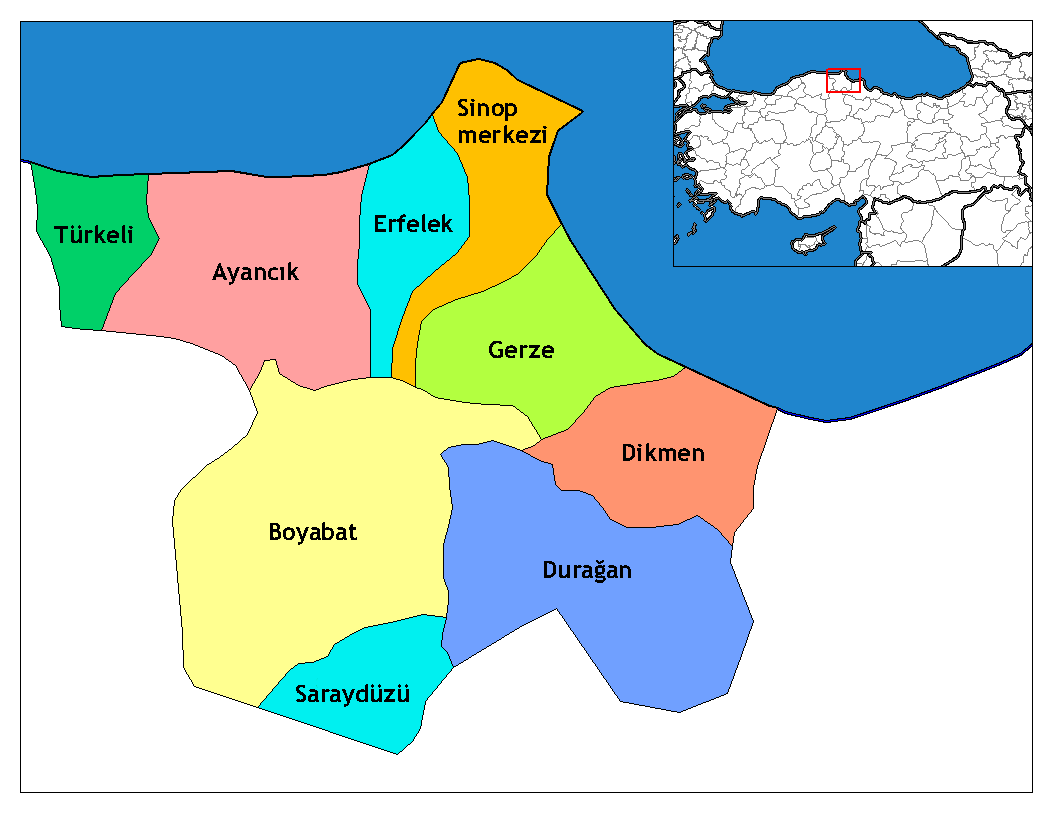
錫諾普省在土耳其的位置和下轄縣

錫諾普省（Sinop ili）是土耳其北部黑海沿海的一個省。面積5,858平方公里。2007年人口185,891人。首府錫諾普。
下分9縣。